# ويليام كامبل (سياسي كندي، مواليد 1836)
ويليام كامبل هو سياسي كندي، ولد في 12 يناير 1836، وتوفي في 15 ديسمبر 1909.